# Bãi Phúc Tần
Bãi Phúc Tần hay bãi cạn Phúc Tần, bãi ngầm Phúc Tần (tiếng Anh: Prince of Wales Bank; tiếng Trung: 广雅滩; bính âm: Guǎngyǎ tān, Hán-Việt: Quảng Nhã than) là một rạn san hô vòng ở phía nam Biển Đông. Tại đây Việt Nam cho lắp đặt các cấu trúc thép có tên là nhà giàn DK1 và giao cho Tiểu đoàn DK1 trực thuộc Bộ Tư lệnh Vùng 2 Hải quân kiểm soát, đồng thời duy trì hải đăng.
Việt Nam tuyên bố bãi Phúc Tần nằm trên thềm lục địa phía nam, không thuộc quần đảo Trường Sa và bác bỏ sự gán ghép bãi này vào quần đảo Trường Sa. Đài Loan và Trung Quốc quan niệm bãi này thuộc quần đảo Nam Sa.

## Địa lý
Bãi Phúc Tần là một rạn san hô vòng nằm cách đất liền Việt Nam hơn 200 hải lý về phía đông nam, cách bãi Quế Đường 14 hải lý về phía bắc, và chỉ cách bãi Huyền Trân 4 hải lý về phía tây bắc. Rạn dài 20 km theo trục đông bắc-tây nam và rộng 13 km theo trục tây bắc-đông nam. Diện tích phần mặt bằng rạn quan sát được là 37 km², vụng biển là 137  km². Nơi nông nhất của bãi này nằm ở phía tây, có độ sâu 7,3 m.

## Hoạt động của con người
Nhà giàn
Về mặt hành chính, bãi Phúc Tần thuộc phạm vi quản hạt của tỉnh Bà Rịa – Vũng Tàu. Người ta lắp đặt cấu trúc thép gọi là nhà giàn DK1 kể từ năm 1989. Về sau, mẫu nhà giàn được thiết kế lại, rộng rãi và vững chắc hơn, có kết cấu liên hoàn theo mẫu giàn khoan nước sâu. Hiện có bốn nhà giàn đang hoạt động:
- Nhà giàn DK1/2 (hay là nhà giàn Phúc Tần A): hoàn thành 18 tháng 8 năm 1993;
- Nhà giàn DK1/16 (hay nhà giàn Phúc Tần B): hoàn thành 20 tháng 8 năm 1996;
- Nhà giàn DK1/17 (hay nhà giàn Phúc Tần C): hoàn thành 23 tháng 8 năm 1996;
- Nhà giàn DK1/18 (hay nhà giàn Phúc Tần D): hoàn thành 13 tháng 4 năm 1997, là nơi đặt hải đăng Phúc Tần.

Binh sĩ đồn trú thuộc biên chế Tiểu đoàn DK1, lúc đầu thuộc Lữ đoàn 171 Hải quân Nhân dân Việt Nam, về sau trực thuộc Bộ Tư lệnh Vùng 2 Hải quân. Trong quá khứ, nhà giàn đầu tiên là nhà giàn DK1/3 (hay nhà giàn Phúc Tần), được hoàn thành ngày 15 tháng 6 năm 1989, nhưng đã bị bão phá hủy đêm 4 tháng 12 năm 1990, gây thiệt hại nhân mạng của ba cán bộ, chiến sĩ.
Hải đăng
Hải đăng Phúc Tần được hoàn thành trước năm 1994, chiều cao tháp đèn 23,4m, có tầm hiệu lực ban ngày là 10 hải lý, ban đêm là 12 hải lý. Ánh sáng trắng, chớp theo chu kỳ 5 giây.

## Các yêu sách

### Nội dung yêu sách
Việt Nam
Việt Nam cho rằng, căn cứ Điều 60 Công ước Liên Hợp Quốc về Luật biển năm 1982 (UNCLOS 1982) quy định về các đảo nhân tạo, thiết bị và công trình trong vùng đặc quyền kinh tế và Điều 80 quy định về các đảo nhân tạo, thiết bị và công trình ở thềm lục địa, Việt Nam có đặc quyền tiến hành xây dựng, cho phép và quy định việc xây dựng, khai thác và sử dụng đảo nhân tạo, các thiết bị và công trình dùng vào mục đích được trù định ở Điều 56 của UNCLOS 1982 hoặc các mục đích kinh tế khác trong vùng đặc quyền kinh tế và thềm lục địa. Việt Nam tuyên bố không cố ý biến các bãi ngầm ở thềm lục địa phía nam nước này [trong đó có bãi Phúc Tần] thành đảo nổi và không gán ghép chúng vào quần đảo Trường Sa, đồng thời bác bỏ sự gán ghép này.
Trung Quốc
Năm 1935, Trung Hoa Dân quốc xuất bản "Biểu đối chiếu tên gọi Hoa-Anh các đảo thuộc Nam Hải Trung Quốc", trong đó phiên âm tên tiếng Anh Prince of Wales Bank sang tiếng Trung là 比鄰教畏灘 (bãi Bỉ Lân Giáo Úy). Năm 1947, Bộ Nội vụ Trung Hoa Dân quốc đổi tên tiếng Trung của bãi này thành 廣雅灘 (bãi Quảng Nhã). Tên gọi Quảng Nhã được Cộng hòa Nhân dân Trung Hoa (Trung Quốc) tiếp tục công nhận và sử dụng từ năm 1983. Trung Quốc xem bãi Phúc Tần là một phần của quần đảo Nam Sa, đồng thời xem quần đảo Nam Sa là bộ phận lãnh thổ bất khả phân của Trung Quốc.

### Công pháp quốc tế
- Khác với đảo, thực thể chìm ngập dưới biển không phải là đối tượng để các quốc gia tuyên bố chủ quyền một cách riêng rẽ, trừ khi chứng minh được chúng nằm trong vùng nước lịch sử hoặc nằm trong vùng đặc quyền kinh tế của thực thể khác.[11][12][13]
- Thềm lục địa không phải là bộ phận của lãnh thổ quốc gia, nói cách khác quốc gia ven biển không có chủ quyền đối với thềm lục địa.[14] Theo Điều 77 UNCLOS 1982, quốc gia ven biển chỉ thực hiện các quyền thuộc chủ quyền về mặt thăm dò và khai thác tài nguyên thiên nhiên của mình. Việc quốc gia ven biển thực thi quyền chủ quyền không được gây thiệt hại đến hàng hải hay các quyền và các tự do khác của các quốc gia khác đã được UNCLOS thừa nhận. Theo Điều 79 UNCLOS 1982, các quốc gia khác có quyền lắp đặt dây cáp và ống dẫn ngầm ở thềm lục địa nhưng cần được sự thỏa thuận của quốc gia ven biển.[15]